# Ten (album de Gabriella Cilmi)
Ten este cel de-al doilea album de studio al cântăreței de origine australiană Gabriella Cilmi. Încă din prima parte a anului 2009, în timp ce promova albumul Lessons to Be Learned, Cilmi a
început să compună cântece pentru cel de-al doilea material discografic. Încercând să își diversifice muzica, interpreta a colaborat cu producătorul american Danger Mouse, membru al formației Gnarls Barkley, care a produs piese influențate puternic de stilul R&B. Într-un interviu acordat publicației britanice Digital Spy Cilmi a vorbit despre album, conform acesteia discul conținând „multe [compoziții] dansante, în stil funk, dar și câteva piese cu influențe disco, care îi vor face pe ascultători să danseze, având o „atingere sexy”. De asemenea, una dintre cele mai prestigioase echipe de producători muzicali din Regatul Unit, Xenomania, a colaborat cu Gabriella Cilmi în vederea înregistrării unor cântece. Pentru a promova albumul, Gabriella Cilmi a lansat un disc single în avans, pe parcursul lunii ianuarie 2010. Cântecul, intitulat „On a Mission”, a stârnit aprecierea criticilor din România, care îl comparau cu șlgărele lansate de Kylie Minogue, fiind „plin de elemente electronice, care bat cumva spre un synthpop evoluat.”

## Ordinea pieselor pe disc
Versiunea standard
1. „On a Mission”
2. „Hearts Don't Lie”
3. „What If You Knew”
4. „Love Me Cos”
5. „Defender”
6. „Robots”
7. „Superhot”
8. „Boys”
9. „Invisible Girl”
10. „Glue”
11. „Let Me Know”
12. „Superman”
13. „Sweet About Me (versiunea Twenty Ten)”

Cântece bonus
- „Sucker For Love” (distribuit numai prin cu iTunes)